# Zeven Eilanden
Voor de Franse eilandengroep, zie: Les Sept Îles.
De Zeven Eilanden (Engels: the Seven Islands) zijn fictieve plaatsen uit Prins Caspian en De reis van het drakenschip van De Kronieken van Narnia door C.S. Lewis.

## Ligging en geografie
De Zeven Eilanden liggen in de Grote Oostelijke Oceaan voor de kust van Wilde Landen van het Noorden. Caspian doet er, vanaf Terebinthia, vijf dagen over om bij de Zeven Eilanden te komen.
De Zeven Eilanden bestaan, zoals de naam al zegt, uit zeven eilanden, de meest westelijke daarvan heet Muil (Engels: Muil). Op het eiland Bern (Engels: Brenn) ligt de hoofdstad van de eilanden, Rodehaven. Het is onbekend hoe de eilanden bij het koninkrijk Narnia kwamen.

## Prins Caspian
Als de Pevensies met Trompoen van Cair Paravel vertrekken, op weg naar Caspian, halen Lucy en Susan herinneringen op van hun reis naar Galma, Terebinthia, de Zeven Eilanden en de Verlaten Eilanden, met hun schip de Kristallijnen Pracht.

## De reis van het drakenschip
Hierin wordt verteld, dat Caspian de Zeven Eilanden bezoekt. Hij kreeg het eiland Muil het eerst in zicht, waarna hij tussen de eilanden doorroeide, en naar Rodehaven op Bern voer. Ze werden daar goed ontvangen, en kregen water en voedsel mee voor onderweg. Tussen de Zeven Eilanden en de Verlaten Eilanden komen Edmund, Lucy en Eustaas aan boord.